# Johanna Lenz
Johanna Lenz geb. Trautwein, meist Hanne Lenz, auch Hanne Trautwein genannt (* 24. Juli 1915 in München; † 26. Januar 2010 ebenda) war eine deutsche Kunsthistorikerin und Lektorin. Bekannt wurde sie als Ehefrau, Gesprächspartnerin und Romanfigur des Schriftstellers Hermann Lenz.

## Leben
Johanna Trautwein war eine Tochter des Mikrobiologen Kurt Trautwein und der Malerin Marie Cohen. Im April 1929 trat sie in die 4. Klasse des Maximiliansgymnasiums in München ein und legte hier 1935 das Abitur ab, unter anderem mit Georg Brauchle und Franz Josef Strauß Anschließend studierte sie in München Kunstgeschichte und promovierte, obwohl „Halbjüdin“, noch 1941 mit einer Arbeit über Johann Jakob Herkomer. Eine Museumspraxis konnte sie während des Dritten Reiches allerdings nicht absolvieren. Ihre Freundin Stina Beutinger vermittelte ihr eine Anstellung im Auktionshaus Weinmüller, die sie auch halten konnte, als Weinmüller sein Personal drastisch reduzieren musste.
Ihre Mutter starb am 25. Februar 1942, kurz bevor sie deportiert worden wäre. Etwa einen Monat zuvor hatte sie von der Deportation ihrer Schwester Ada Marianne Rée und deren Tochter Olga gehört und daraufhin einen Herzanfall erlitten, von dem sie sich nicht mehr erholte. Johanna Trautwein selbst wurde 1944 zur Zwangsarbeit herangezogen; sie musste in der letzten Phase des Zweiten Weltkrieges beim Reinigen der Münchner Straßenbahnen helfen, kam dann aber wegen Herzproblemen ins Krankenhaus und wurde Anfang 1945 für acht Wochen von der Zwangsarbeit beurlaubt.
Das Haus der Familie Trautwein in der Mannheimer Straße 5 wurde während des Zweiten Weltkriegs, wahrscheinlich am 12. Juli 1944, durch Bomben beschädigt, aber durch den Nachbarn Karl Hermann Usener vor dem Niederbrennen gerettet.

Das Nachtkarussel von Hanne Lenz alias Cornelia Dehn

Hermann Lenz hatte sie während des Studiums 1937 kennengelernt. Nachdem dieser aus der amerikanischen Kriegsgefangenschaft zurückgekehrt war, heiratete das Paar 1946 und zog in Lenz’ Elternhaus in der Birkenwaldstraße in Stuttgart ein, wo es bis zum Verkauf des Hauses nach Erbstreitigkeiten in den 1970er Jahren lebte. Hermann Lenz setzte sein Studium nach dem Krieg nicht mehr fort, sondern arbeitete zunächst als freier Schriftsteller und später auch in wenig einträglichen Positionen als Sekretär eines Kulturvereins und eines Schriftstellerverbandes. Johanna Lenz bildete sich in Psychologie fort und arbeitete viele Jahre als Lektorin im Bereich Psychologie beim Stuttgarter Klett-Cotta Verlag. Eigene schriftstellerische Versuche führte sie nach der Veröffentlichung einiger Erzählungen nicht mehr fort. Das Nachtkarussell, 1946 unter dem Pseudonym Cornelia Dehn zum ersten Mal veröffentlicht, wurde anlässlich ihres 90. Geburtstages noch einmal aufgelegt.
Johanna Lenz bemühte sich noch 2003 um eine Neuauflage der Schriften ihres Großvaters Gustav Gabriel Cohen.
In der Figur der Treutlein Hanni tritt sie in Lenz’ autobiographischem Eugen-Rapp-Romanzyklus auf, allerdings sagte sie über die Beziehungen zwischen dieser Romanfigur und sich selbst: „Ich kann sie betrachten wie irgendeine andere Romanfigur, denn Dinge, die mich besonders beschäftigten, die sind bei der Treutlein Hanni nicht zu finden. Die ist in vielen Dingen anders als ich.“
Nach Hermann Lenz’ Tod im Jahr 1998 ließ sich Johanna Lenz in die jüdische Gemeinde aufnehmen. Sie wurde auf dem Neuen Israelitischen Friedhof in Schwabing bestattet.

## Werke
- Paul Celan, Hanne und Hermann Lenz: Briefwechsel. Mit drei Briefen von Gisèle Celan-Lestrange. Hrsg. von Barbara Wiedemann (u. a.). Suhrkamp, Frankfurt am Main 2001, ISBN 978-3-518-41272-5
- »Das Innere wird durch die äußeren Umstände nicht berührt«: Hanne Trautwein – Hermann Lenz. Der Briefwechsel 1937-1946. Insel Verlag, Berlin 2018, ISBN 978-3-458-17772-2